# Inga & Anush
Inga et Anush Arshakyan (en arménien Ինգա և Անուշ Արշակյաններ), connues comme les sœurs Arshakyan, sont deux sœurs chanteuses arméniennes.

## Eurovision 2009
Elles représentent l'Arménie lors de la première demi-finale du Concours Eurovision de la chanson 2009 à Moscou, le 12 mai 2009, avec leur chanson Nor Par (Jan Jan) (« Nouvelle danse (Jan Jan) ») et se qualifient pour la finale du 16 mai 2009. Elle finissent en 10e position.

## Discographie

### Albums
- 2003 : We and our Mountains
- 2006 : Tamzara
- 2009 : Heartbeat of my Land
- 2014 : Sketches

### Singles
- 2006 : "Թամզարա" (Tamzara)
- 2006 : "Խլպանե" (Khlpane)
- 2007 : "Հարսանեկան" (Marry song)
- 2009 : "Nor Par (Jan Jan)" (représentante de l'Arménie à l'Eurovision 2009)
- 2009 : "Գութան" (Gutan)
- 2009 : "Ճանապարհ" (La route)
- 2009 : "You Will Not Be Alone" (Tu ne seras plus seul)
- 2009 : "Դոն հայ" (Don Hay)
- 2009 : "Մենք ենք մեր սարերը" (Nous sommes nos montagnes)
- 2011 : "Սեր Երևան" (Amour Erevan)
- 2011 : "Իմ անունը Հայաստան է" (Mon nom est Arménie)
- 2012 : "Հայ հայ" (Hye hye)

### Vidéographie
- 2006 : Inga & Anush.Live concert
- 2011 : The road